# Lysander Spooner
Lysander Spooner (19 de enero de 1808 - 14 de mayo de 1887) fue un jurista, filósofo político, empresario, abolicionista, iusnaturalista y un anarquista individualista de origen estadounidense. 

## Pensamiento político
Nació en Massachusetts, Estados Unidos el 19 de enero de 1808. Jurista de formación y de profesión, milita en las filas de los abolicionistas, desplegando una gran actividad contra el juicio y ejecución de John Brown, en 1859. Ya en 1845 había escrito Unconstitutionality of slavery, ensayo radical contra la esclavitud, y en 1850, A Defense for fugitive Slaves, defendiendo el derecho de fuga de los esclavos. 
En 1870 escribe Sin traición: La constitución sin autoridad, donde se afirma como pensador anarquista radical: cualquier gobierno es una asociación de ladrones y asesinos; toda legislación se opone al derecho natural y, por tanto, es criminal. Este libro tendrá gran influencia entre los filósofos anarquistas norteamericanos.
El historiador del anarquismo, George Woodcock, reporta que tanto Lysander Spooner como William B. Greene fueron miembros de la Primera Internacional.
Considerado como una figura excepcional de su tiempo, su interpretación libertaria del derecho natural parte de que si por un lado por el derecho natural los individuos tienen derecho a la vida, la libertad, la propiedad, por el otro lado el Estado, sus monopolios y grupos protegidos los impiden y vulneran. Entonces si se quiere estar acorde con el derecho natural se debe desobedecer y levantarse contra lo que le sea contrario, como el Estado y sus alianzas empresariales proteccionistas. Se declaró enemigo del Estado, afirmó que la policía y los ejércitos de los Estados no son más que guardias que protegen los monopolios proteccionistas y que obligan al resto de la sociedad a obedecerlos, a partir de la extorsión y el robo. 
En Los vicios no son crímenes, expone que los vicios no pueden ser castigados ya que son asuntos personales, siempre y cuando no afecten a las demás personas. Su definición de la ética es que todos los individuos tienen por igual deberes morales objetivos pero es cuestión de cada uno cumplir con ellos, es decir su cumplimiento es netamente voluntario.
Jurídicamente defendía la anulación por jurado como una garantía legal en los juicios, donde el jurado sería la instancia que no sólo aplica las reglas del caso, sino que juzga la legitimidad misma de la ley que rige el caso. En teoría económica profundizó sus estudios en las propuestas de un libre mercado de créditos en una banca libre. Colaboró con su amigo Benjamin Tucker en el periódico individualista Liberty.
Spooner creía que era benéfico para la gente ser autoempleada para que la gente pudiera disfrutar el beneficio completo de su trabajo más que tener que compartirlo con un empleador. Él argumentó que varias formas de intervención gubernamental en el mercado hacían difícil para la gente iniciar sus propios negocios.
Los estudios contemporáneos de teoría política conectan las ideas de Spooner como un antecedente de la idea de anarcocapitalismo iusnaturalista expuesta por Murray Rothbard. Rothbard reconoció el legado de Spooner para el pensamiento político contemporáneo y ha sido promotor de su obra. Sin embargo, según el anarquista de mercado Roderick Long, Spooner toma mayor relevancia dentro del libertarismo de izquierda, donde sería «el más cercano a la posición antiprivilegio, anticapitalista y pro-libre mercado de los anarquistas individualistas del siglo XIX».

## Empresario
Una de sus acciones más conocidas es la creación de una pequeña empresa de correos para competir con la empresa estatal de correos, la American Letter Mail Company, con la que buscaba demostrar que cualquier acción particular o autónoma es más eficiente que la acción estatal o centralizada y con la que además mostró su insubordinación al Estado que tenía el monopolio de los correos. El Estado le impuso tantas trabas que debió cerrarla luego de diez años de demostrar poder operar a la mitad de los costos de la estatal.[cita requerida]